# Pseudobias wardi
Pseudobias wardi là một loài chim trong họ Vangidae.
Đây là loài đặc hữu của Madagascar. Môi trường sống tự nhiên của chúng là rừng ẩm vùng đất thấp nhiệt đới hoặc cận nhiệt đới. 